# Strefa Bench Maji

Mapa regionów i stref Etiopii.

Strefa Bench Maji – jedna ze stref w Etiopii, w Regionie Ludów Etiopii Południowo-Zachodniej. Centrum administracyjne stanowi miasto Mizan Teferi. Do innych ważniejszych miejscowości należą: Maji, Bachuma i Suc Suc. Znajduje się tutaj Park Narodowy Omo.

## Demografia
Według spisu ludności z 2007 roku strefa miała łączną populację 652 tys. mieszkańców na powierzchni 19 252 km² i gęstość zaludnienia 34 osób/km². W strefie było 398 (0,06%) pasterzy, a 11,5% stanowili mieszkańcy miast. 
Do głównych grup etnicznych należeli: Bench (45,1%), Mekan (21,4%), Amharowie (8,2%), Kaffa (6,6%), Dizi (5,2%), Sheko (4,2%) i Suri (3,9%). Do pozostałych grup etnicznych należało 5,5% populacji. 
Pod względem religijnym 49,3% wyznawało protestantyzm, 26,3% praktykowało tradycyjne religie plemienne, 18,1% etiopskie prawosławie i 3,5% było muzułmanami.

## Podział administracyjny
W skład strefy wchodzi 11 wored:
| - Bero - Debub Bench - Guraferda - Maji - Meinit Goldiya - Meinit Shasha - Mizan Aman - Semien Bench - She Bench - Sheko - Surma |